# Bok (cráter)

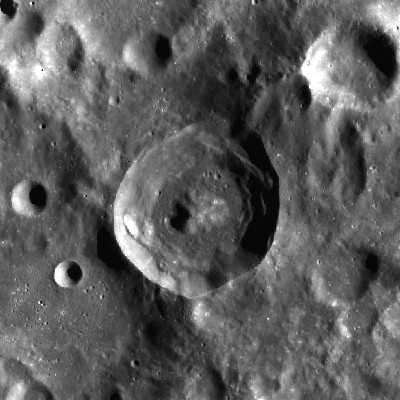
Fotografía de la misión Lunar Reconnaissance Orbiter

Bok es un cráter de impacto que se encuentra en la cara oculta de la Luna. Hacia el sureste se encuentra el cráter Sniadecki; al norte aparece McKellar, y más hacia el oeste se halla De Vries.
El borde de Bok está bien definido y no se ha erosionado de manera significativa. Las paredes interiores tienen una pendiente suave hacia la plataforma interior casi al mismo nivel, que tiene un pico central cerca del punto medio. Hay una ligera protuberancia hacia el interior a lo largo de la pared noroeste.

## Cráteres satélite
Por convención estos elementos son identificados en los mapas lunares poniendo la letra en el lado del punto medio del cráter que está más cerca de Bok.
|     | \| Bok \| Coordenadas \| Diámetro \| \| --- \| -------------------------------- \| -------- \| \| C \| 19°06′S 170°12′O / -19.1, -170.2 \| 27 km \| |          |
| Bok | Coordenadas | Diámetro |
| C   | 19°06′S 170°12′O / -19.1, -170.2 | 27 km    |